# Henry Armstrong Reed
Henry Armstrong Reed (Monroe, 27 aprile 1858 – Little Bighorn, 25 giugno 1876) è stato un civile aggregato al 7º Reggimento di Cavalleria degli Stati Uniti. Nipote di George Armstrong Custer, di Thomas Custer e di Boston Custer ha svolto il ruolo di addetto al controllo della mandria di bovini al seguito del 7º Reggimento di Cavalleria durante la Campagna contro i Sioux del 1876.

## Biografia
Henry Reed nacque a Monroe (Michigan) il 27 aprile 1858, da David Reed e Lydia Kirkpatrick Reed, unico maschio di cinque figli. La madre Lydia era sorellastra di George Armstrong Custer, ma più che una sorella maggiore fu una seconda madre per George e i due erano legati da grande affetto. Fu per questo motivo che quando nacque Henry la mamma gli diede come secondo nome Armstrong e così il bimbo condivise con lo zio George il soprannome "Autie".

## Guerra Sioux del 1876
Henry era ancora uno studente quando nel maggio 1876, con la sorella maggiore Emma, lasciò Monroe per recarsi in visita agli zii a Fort Abraham Lincoln, nell’allora territorio del Dakota. Il ragazzo rimase affascinato dall’aria che si respirava al forte e, soprattutto, dalla prorompente personalità degli zii che aveva sempre ammirato. Manifestò perciò il desiderio di aggregarsi al 7º Reggimento di cavalleria che era in procinto di partire per l’offensiva programmata contro gli indiani "ostili" nella regione dello Yellowstone nel Territorio del Montana. Non poteva farlo perché non era un militare e da civile non aveva un ruolo che giustificasse la cosa. Gli venne in soccorso lo zio George che lo fece assumere come addetto al controllo della mandria di bovini che seguivano la colonna dei soldati con la carovana dei rifornimenti. Quello che gli era stato assegnato era un compito molto duro che il ragazzo, però, svolse sempre con impegno e senza mai lamentarsi. D’altro canto Custer sapeva che quella vita dura e difficile avrebbe contribuito a maturare il ragazzo e ne avrebbe fatto un uomo.
Durante i primi giorni di giugno la colonna dei soldati proseguì spedita attraversando un territorio magnifico, l’aria che si respirava era serena e di notte i fratelli Custer e il giovane Henry preferivano dormire all’aperto invece che in tenda. Fu così che Henry entrò a far parte a pieno titolo di quello che era conosciuto come il ‘Clan Custer’ che all’interno del reggimento godeva di molte simpatie, ma era anche avversato da un gruppo di detrattori tra cui il capitano Frederick W. Benteen che non mancava di manifestare apertamente la sua mancanza di stima per Custer.

## Morte

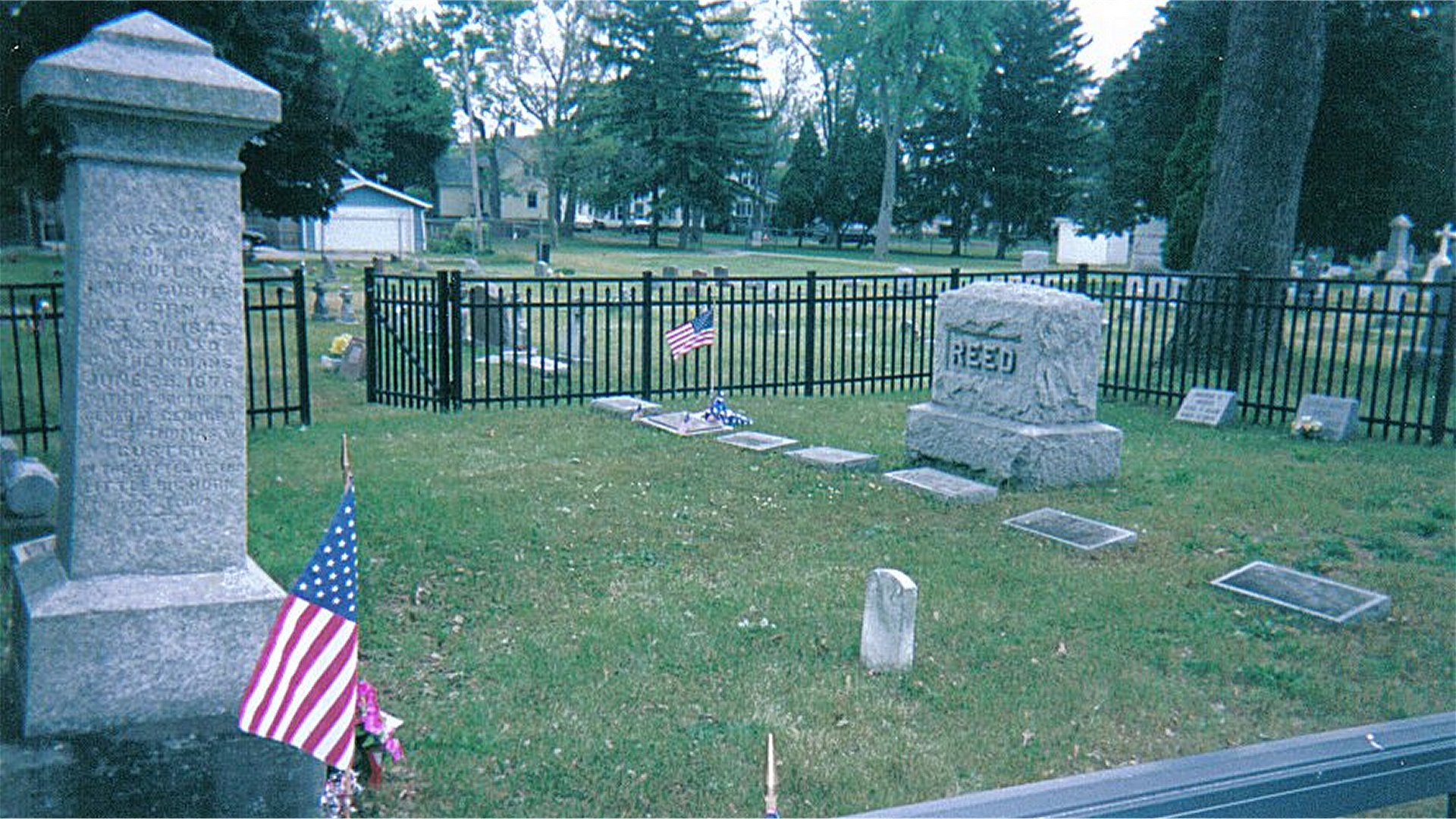
La zona del cimitero di Woodland a Monroe dove sono sepolti i membri della famiglia Reed. La lapide di Henry Reed è quella a destra con i fiori davanti.

Il 25 giugno, il reggimento di Custer arrivò nella vallata del Little Bighorn e Henry Reed era nella sua abituale posizione con la carovana dei rifornimenti nelle retrovie. Quando giunse la notizia che George Custer richiedeva scorte di munizioni e l’intervento urgente del distaccamento del capitano Benteen, il ragazzo si mosse insieme a Boston Custer per raggiungere lo zio lì dove era imminente uno scontro armato contro i Sioux. A John Burkman che tentava invano di fermarlo, in maniera canzonatoria gridò «Sei arrabbiato perché non puoi venire anche tuǃ». Poi spronò il cavallo andando così incontro al suo destino.
Nella battaglia del Little Bighorn il distaccamento di Custer fu completamente annientato dai Sioux di Cavallo Pazzo e di Fiele. George Armstrong Custer con i fratelli Thomas e Boston e il cognato James Calhoun restarono sul campo di battaglia, così come il giovane Henry Reed, tutti accomunati dalla stessa, tragica sorte.
Il corpo di Henry Reed, mutilato e senza scalpo, venne sepolto sul campo di battaglia come fu fatto per tutti gli altri caduti di quel giorno. Un anno dopo, i suoi resti e quelli di Boston Custer furono riesumati e portati a Monroe per essere reinterrati nel locale cimitero di Woodland.
Sul campo di battaglia, incluso dal 1991 nel Registro nazionale dei luoghi storici (NRHP) come
Little Bighorn Battlefield National Monument, venne collocata una lapide in pietra nel posto dove i corpi dei caduti furono ritrovati e inizialmente sepolti.